# Tour d'Espagne féminin 2024
La 10e édition de la Vuelta féminine, a lieu du 28 avril au 5 mai 2024. Elle fait partie de l'UCI World Tour féminin.
Lidl-Trek remporte le contre-la-montre par équipes pour moins d'une seconde malgré une chute collective dans le final. Gaia Realini prend le maillot rouge.  Alison Jackson gagne le lendemain un sprint marqué par les chutes. Blanka Vas est la nouvelle leader du classement général. Marianne Vos gagne la troisième étape au sprint. Sur la quatrième étape, Kristen Faulkner profite d'une côte à six kilomètres de l'arrivée pour sortir et s'imposer. Marianne Vos est la nouvelle leader. Demi Vollering remporte nettement la première étape de montagne et s'emparre définitivement de la tête du classement général. Sur l'étape suivante, la Néerlandaise est de nouveau en tête, mais est doublée au sprint par Évita Muzic. Marianne Vos gagne la septième étape avec sa côte finale. La dernière étape voit Demi Vollering sortir à six kilomètres de la ligne et sceller ainsi sa victoire finale. Elle remporte également le classement de la montagne. Le podium est complété par Riejanne Markus et Elisa Longo Borghini. Marianne Vos gagne le classement par points et SD Worx celui de la meilleure équipe.

## Présentation

### Parcours
La course débute par une contre-la-montre par équipes plat. La deuxième étape devrait se terminer au sprint. L'étape suivante est vallonnée et devrait provoquer une sélection, sans pour autant jouer un rôle pour le classement général. La quatrième étape est en descente et longue, mais pourrait donner lieu à des bordures si le vent souffle. La cinquième étape est la première à être montagneuse. Elle comporte le Monasterio de San Juan de la Peña suivie d'une arrivée au sommet de l'Alto del Fuerte Rapitan. Le lendemain est similaire avec une arrivée en haut du Lago de Vinuesa. La septième étape se destine aux puncheuses avec une arrivée dans la cité médiévale de Sigüenza. La dernière étape est difficile avec la montée du Col de la Morcuera, long de sept kilomètres, suivi de l'ascension du Valdesquí avec ses treize kilomètres.

### Équipes
| UCI Women's WorldTeams (13)- AG Insurance-Soudal Team - Canyon-SRAM Racing - FDJ-Suez - Fenix-Deceuninck - Human Powered Health - Lidl-Trek - Liv AlUla Jayco - Movistar Team - Roland - SD Worx-Protime - Team DSM-Firmenich PostNL - Team Visma \| Lease a Bike - UAE Team ADQ Équipes féminines continentales (8)- Bepink-Bongioanni - EF Education-Cannondale - Eneicat-CMTeam - Laboral Kutxa-Fundacion Euskadi - Lotto Dstny Ladies - Team Coop-Repsol - VolkerWessels - Winspace |
| |

### Favorites
Après la retraite de la vainqueur sortante, Annemiek van Vleuten, Demi Vollering sa dauphine fait figure de favorite, même si elle n'a pas encore gagné en 2024. Lidl-Trek avec la troisième de 2023, Gaia Realini, et Elisa Longo Borghini est bien armée pour rivaliser, tout comme Canyon-SRAM avec Katarzyna Niewiadoma et Ricarda Bauernfeind . Mavi Garcia, Juliette Labous et Riejanne Markus sont les autres favorites.

## Étapes
| Étape     | Date    | Villes étapes                    | type                         | Distance (km) | Vainqueur d'étape | Leader du classement général |
| --------- | ------- | -------------------------------- | ---------------------------- | ------------- | ----------------- | ---------------------------- |
| 1re étape | 28 avr. | Valence – Valence                | contre-la-montre par équipes | 16            | Lidl-Trek         | Gaia Realini                 |
| 2e étape  | 29 avr. | Buñol – Moncofa                  | étape de plaine              | 118           | Alison Jackson    | Blanka Vas                   |
| 3e étape  | 30 avr. | Lucena – Teruel                  | étape vallonnée              | 131           | Marianne Vos      | Blanka Vas                   |
| 4e étape  | 1 mai   | Molina d'Aragon – Saragosse      | étape de plaine              | 142           | Kristen Faulkner  | Marianne Vos                 |
| 5e étape  | 2 mai   | Huesca – Jaca                    | étape de montagne            | 113           | Demi Vollering    | Demi Vollering               |
| 6e étape  | 3 mai   | Tarazona – Vinuesa               | étape de montagne            | 132           | Évita Muzic       | Demi Vollering               |
| 7e étape  | 4 mai   | San Esteban de Gormaz – Sigüenza | étape vallonnée              | 126           | Marianne Vos      | Demi Vollering               |
| 8e étape  | 5 mai   | Madrid – Valdesquí               | étape de montagne            | 89            | Demi Vollering    | Demi Vollering               |

## Déroulement de la course

### 1reétape
| Valence - Valence | contre-la-montre par équipes | (16 km) |

Lidl-Trek s'élance en avant-dernier. Au temps intermédiaire, elle devance Canyon-SRAM de huit secondes. Cependant, deux coureuses chutent dans le dernier virage. Elles repartent immédiatement mais cela fait perdre du temps à l'équipe, qui néanmoins s'impose avec moins d'une seconde d'avance sur Visma-lease.
| \| Classement de l'étape \| Classement de l'étape \| Classement de l'étape \| Classement de l'étape \| Classement de l'étape \| Classement de l'étape \| \| Équipe \| Équipe \| Pays \| Temps \| Écart de temps \| Vitesse moy. \| \| --------------------- \| -------------------------- \| --------------------- \| --------------------- \| --------------------- \| --------------------- \| \| 1re \| Lidl-Trek \| États-Unis \| 19 min 20 s \| \| 49.655 km/h \| \| 2e \| Team Visma \\| Lease a Bike \| Pays-Bas \| 19 min 20 s \| + 0 s \| 49.655 km/h \| \| 3e \| SD Worx-Protime \| Pays-Bas \| 19 min 21 s \| + 1 s \| 49.612 km/h \| \| 4e \| Canyon-SRAM Racing \| Allemagne \| 19 min 28 s \| + 8 s \| 49.315 km/h \| \| 5e \| EF Education-Cannondale \| États-Unis \| 19 min 29 s \| + 9 s \| 49.273 km/h \| \| 6e \| FDJ-Suez \| France \| 19 min 29 s \| + 9 s \| 49.273 km/h \| \| 7e \| Liv AlUla Jayco \| Australie \| 19 min 30 s \| + 10 s \| 49.231 km/h \| \| 8e \| Movistar Team \| Espagne \| 19 min 32 s \| + 12 s \| 49.147 km/h \| \| 9e \| Team DSM-Firmenich PostNL \| Pays-Bas \| 19 min 37 s \| + 17 s \| 48.938 km/h \| \| 10e \| AG Insurance-Soudal Team \| Belgique \| 19 min 52 s \| + 32 s \| 48.322 km/h \| |                            |            |             |                |              |
| |                            |            |             |                |              |
| |                            |            |             |                |              |
| Classement de l'étape |                            |            |             |                |              |
| Équipe | Équipe                     | Pays       | Temps       | Écart de temps | Vitesse moy. |
| 1re | Lidl-Trek                  | États-Unis | 19 min 20 s |                | 49.655 km/h  |
| 2e | Team Visma \| Lease a Bike | Pays-Bas   | 19 min 20 s | + 0 s          | 49.655 km/h  |
| 3e | SD Worx-Protime            | Pays-Bas   | 19 min 21 s | + 1 s          | 49.612 km/h  |
| 4e | Canyon-SRAM Racing         | Allemagne  | 19 min 28 s | + 8 s          | 49.315 km/h  |
| 5e | EF Education-Cannondale    | États-Unis | 19 min 29 s | + 9 s          | 49.273 km/h  |
| 6e | FDJ-Suez                   | France     | 19 min 29 s | + 9 s          | 49.273 km/h  |
| 7e | Liv AlUla Jayco            | Australie  | 19 min 30 s | + 10 s         | 49.231 km/h  |
| 8e | Movistar Team              | Espagne    | 19 min 32 s | + 12 s         | 49.147 km/h  |
| 9e | Team DSM-Firmenich PostNL  | Pays-Bas   | 19 min 37 s | + 17 s         | 48.938 km/h  |
| 10e | AG Insurance-Soudal Team   | Belgique   | 19 min 52 s | + 32 s         | 48.322 km/h  |

| \| Classement général \| Classement général \| Classement général \| Classement général \| Classement général \| \| Coureuse \| Coureuse \| Pays \| Équipe \| Temps \| \| ------------------ \| -------------------- \| ------------------ \| -------------------------- \| ------------------ \| \| 1re \| Gaia Realini \| Italie \| Lidl-Trek \| 19 min 20 s \| \| 2e \| Lizzie Deignan \| Royaume-Uni \| Lidl-Trek \| + 0 s \| \| 3e \| Brodie Chapman \| Australie \| Lidl-Trek \| + 0 s \| \| 4e \| Elisa Longo Borghini \| Italie \| Lidl-Trek \| + 0 s \| \| 5e \| Amanda Spratt \| Australie \| Lidl-Trek \| + 0 s \| \| 6e \| Elynor Bäckstedt \| Royaume-Uni \| Lidl-Trek \| + 0 s \| \| 7e \| Ellen van Dijk \| Pays-Bas \| Lidl-Trek \| + 0 s \| \| 8e \| Riejanne Markus \| Pays-Bas \| Team Visma \\| Lease a Bike \| + 0 s \| \| 9e \| Anna Henderson \| Royaume-Uni \| Team Visma \\| Lease a Bike \| + 0 s \| \| 10e \| Marianne Vos \| Pays-Bas \| Team Visma \\| Lease a Bike \| + 0 s \| |                      |             |                            |             |
| |                      |             |                            |             |
| |                      |             |                            |             |
| Classement général |                      |             |                            |             |
| Coureuse | Coureuse             | Pays        | Équipe                     | Temps       |
| 1re | Gaia Realini         | Italie      | Lidl-Trek                  | 19 min 20 s |
| 2e | Lizzie Deignan       | Royaume-Uni | Lidl-Trek                  | + 0 s       |
| 3e | Brodie Chapman       | Australie   | Lidl-Trek                  | + 0 s       |
| 4e | Elisa Longo Borghini | Italie      | Lidl-Trek                  | + 0 s       |
| 5e | Amanda Spratt        | Australie   | Lidl-Trek                  | + 0 s       |
| 6e | Elynor Bäckstedt     | Royaume-Uni | Lidl-Trek                  | + 0 s       |
| 7e | Ellen van Dijk       | Pays-Bas    | Lidl-Trek                  | + 0 s       |
| 8e | Riejanne Markus      | Pays-Bas    | Team Visma \| Lease a Bike | + 0 s       |
| 9e | Anna Henderson       | Royaume-Uni | Team Visma \| Lease a Bike | + 0 s       |
| 10e | Marianne Vos         | Pays-Bas    | Team Visma \| Lease a Bike | + 0 s       |

### 2eétape
| Buñol - Moncofa | étape de plaine | (118 km) |

Un groupe de six se forme au bout de quinze kilomètres. Il s'agit de : Idoia Eraso, Angela Oro, Marine Allione, Audrey De Keersmaeker, Valerie Demey et Silvia Zanardi. Peu avant le Puerto de L’Oronet, Eraso attaque, mais le peloton reprend peu après toutes les échappées. La montée provoque une sélection. Dans les trois derniers kilomètres de l'étape plusieurs chutes ont lieu. Alison Jackson remporte le sprint devant Blanka Vas qui s'empare du maillot rouge.
| \| Classement de l'étape \| Classement de l'étape \| Classement de l'étape \| Classement de l'étape \| Classement de l'étape \| \| Coureuse \| Coureuse \| Pays \| Équipe \| Temps \| \| --------------------- \| --------------------- \| --------------------- \| ----------------------- \| --------------------- \| \| 1re \| Alison Jackson \| Canada \| EF Education-Cannondale \| 2 h 51 min 03 s \| \| 2e \| Blanka Vas \| Hongrie \| SD Worx-Protime \| + 0 s \| \| 3e \| Karlijn Swinkels \| Pays-Bas \| UAE Team ADQ \| + 0 s \| \| 4e \| Katarzyna Niewiadoma \| Pologne \| Canyon-SRAM Racing \| + 0 s \| \| 5e \| Ingvild Gåskjenn \| Norvège \| Liv AlUla Jayco \| + 0 s \| \| 6e \| Giorgia Vettorello \| Italie \| Roland \| + 0 s \| \| 7e \| Silke Smulders \| Pays-Bas \| Liv AlUla Jayco \| + 0 s \| \| 8e \| Flora Perkins \| Royaume-Uni \| Fenix-Deceuninck \| + 0 s \| \| 9e \| Amber Kraak \| Pays-Bas \| FDJ-Suez \| + 0 s \| \| 10e \| Kristen Faulkner \| États-Unis \| EF Education-Cannondale \| + 0 s \| |                      |             |                         |                 |
| |                      |             |                         |                 |
| |                      |             |                         |                 |
| Classement de l'étape |                      |             |                         |                 |
| Coureuse | Coureuse             | Pays        | Équipe                  | Temps           |
| 1re | Alison Jackson       | Canada      | EF Education-Cannondale | 2 h 51 min 03 s |
| 2e | Blanka Vas           | Hongrie     | SD Worx-Protime         | + 0 s           |
| 3e | Karlijn Swinkels     | Pays-Bas    | UAE Team ADQ            | + 0 s           |
| 4e | Katarzyna Niewiadoma | Pologne     | Canyon-SRAM Racing      | + 0 s           |
| 5e | Ingvild Gåskjenn     | Norvège     | Liv AlUla Jayco         | + 0 s           |
| 6e | Giorgia Vettorello   | Italie      | Roland                  | + 0 s           |
| 7e | Silke Smulders       | Pays-Bas    | Liv AlUla Jayco         | + 0 s           |
| 8e | Flora Perkins        | Royaume-Uni | Fenix-Deceuninck        | + 0 s           |
| 9e | Amber Kraak          | Pays-Bas    | FDJ-Suez                | + 0 s           |
| 10e | Kristen Faulkner     | États-Unis  | EF Education-Cannondale | + 0 s           |

| \| Classement général \| Classement général \| Classement général \| Classement général \| Classement général \| \| Coureuse \| Coureuse \| Pays \| Équipe \| Temps \| \| ------------------ \| -------------------- \| ------------------ \| -------------------------- \| ------------------ \| \| 1re \| Blanka Vas \| Hongrie \| SD Worx-Protime \| 3 h 10 min 14 s \| \| 2e \| Alison Jackson \| Canada \| EF Education-Cannondale \| + 8 s \| \| 3e \| Elisa Longo Borghini \| Italie \| Lidl-Trek \| + 9 s \| \| 4e \| Eva van Agt \| Pays-Bas \| Team Visma \\| Lease a Bike \| + 9 s \| \| 5e \| Sophie von Berswordt \| Pays-Bas \| Team Visma \\| Lease a Bike \| + 9 s \| \| 6e \| Riejanne Markus \| Pays-Bas \| Team Visma \\| Lease a Bike \| + 9 s \| \| 7e \| Marianne Vos \| Pays-Bas \| Team Visma \\| Lease a Bike \| + 9 s \| \| 8e \| Amanda Spratt \| Australie \| Lidl-Trek \| + 9 s \| \| 9e \| Gaia Realini \| Italie \| Lidl-Trek \| + 9 s \| \| 10e \| Brodie Chapman \| Australie \| Lidl-Trek \| + 9 s \| |                      |           |                            |                 |
| |                      |           |                            |                 |
| |                      |           |                            |                 |
| Classement général |                      |           |                            |                 |
| Coureuse | Coureuse             | Pays      | Équipe                     | Temps           |
| 1re | Blanka Vas           | Hongrie   | SD Worx-Protime            | 3 h 10 min 14 s |
| 2e | Alison Jackson       | Canada    | EF Education-Cannondale    | + 8 s           |
| 3e | Elisa Longo Borghini | Italie    | Lidl-Trek                  | + 9 s           |
| 4e | Eva van Agt          | Pays-Bas  | Team Visma \| Lease a Bike | + 9 s           |
| 5e | Sophie von Berswordt | Pays-Bas  | Team Visma \| Lease a Bike | + 9 s           |
| 6e | Riejanne Markus      | Pays-Bas  | Team Visma \| Lease a Bike | + 9 s           |
| 7e | Marianne Vos         | Pays-Bas  | Team Visma \| Lease a Bike | + 9 s           |
| 8e | Amanda Spratt        | Australie | Lidl-Trek                  | + 9 s           |
| 9e | Gaia Realini         | Italie    | Lidl-Trek                  | + 9 s           |
| 10e | Brodie Chapman       | Australie | Lidl-Trek                  | + 9 s           |

### 3eétape
| Lucena - Teruel | étape vallonnée | (131 km) |

 Marta Cavalli, Emma Norsgaard et Anna Henderson font partie des coureuses ne prenant pas le départ. Mireia Benito attaque dès le départ. Son avance atteint cinq minutes trente-neuf. La pluie provoque des chutes. Benito est reprise à sept kilomètres de l'arrivée. Une chute importante a lieu dans les trois derniers kilomètres. Charlotte Kool lance le sprint, mais Marianne Vos la devance nettement.
| \| Classement de l'étape \| Classement de l'étape \| Classement de l'étape \| Classement de l'étape \| Classement de l'étape \| \| Coureuse \| Coureuse \| Pays \| Équipe \| Temps \| \| --------------------- \| --------------------- \| --------------------- \| -------------------------- \| --------------------- \| \| 1re \| Marianne Vos \| Pays-Bas \| Team Visma \\| Lease a Bike \| 3 h 46 min 52 s \| \| 2e \| Charlotte Kool \| Pays-Bas \| Team dsm-firmenich PostNL \| + 0 s \| \| 3e \| Olivia Baril \| Canada \| Movistar Team \| + 0 s \| \| 4e \| Ingvild Gåskjenn \| Norvège \| Liv AlUla Jayco \| + 0 s \| \| 5e \| Lily Williams \| États-Unis \| Human Powered Health \| + 0 s \| \| 6e \| Flora Perkins \| Royaume-Uni \| Fenix-Deceuninck \| + 0 s \| \| 7e \| Eleonora Ciabocco \| Italie \| Team dsm-firmenich PostNL \| + 0 s \| \| 8e \| Caroline Andersson \| Suède \| Liv AlUla Jayco \| + 0 s \| \| 9e \| Mischa Bredewold \| Pays-Bas \| SD Worx-Protime \| + 0 s \| \| 10e \| Magdeleine Vallieres \| Canada \| EF Education-Cannondale \| + 0 s \| |                      |             |                            |                 |
| |                      |             |                            |                 |
| |                      |             |                            |                 |
| Classement de l'étape |                      |             |                            |                 |
| Coureuse | Coureuse             | Pays        | Équipe                     | Temps           |
| 1re | Marianne Vos         | Pays-Bas    | Team Visma \| Lease a Bike | 3 h 46 min 52 s |
| 2e | Charlotte Kool       | Pays-Bas    | Team dsm-firmenich PostNL  | + 0 s           |
| 3e | Olivia Baril         | Canada      | Movistar Team              | + 0 s           |
| 4e | Ingvild Gåskjenn     | Norvège     | Liv AlUla Jayco            | + 0 s           |
| 5e | Lily Williams        | États-Unis  | Human Powered Health       | + 0 s           |
| 6e | Flora Perkins        | Royaume-Uni | Fenix-Deceuninck           | + 0 s           |
| 7e | Eleonora Ciabocco    | Italie      | Team dsm-firmenich PostNL  | + 0 s           |
| 8e | Caroline Andersson   | Suède       | Liv AlUla Jayco            | + 0 s           |
| 9e | Mischa Bredewold     | Pays-Bas    | SD Worx-Protime            | + 0 s           |
| 10e | Magdeleine Vallieres | Canada      | EF Education-Cannondale    | + 0 s           |

| \| Classement général \| Classement général \| Classement général \| Classement général \| Classement général \| \| Coureuse \| Coureuse \| Pays \| Équipe \| Temps \| \| ------------------ \| -------------------- \| ------------------ \| -------------------------- \| ------------------ \| \| 1re \| Blanka Vas \| Hongrie \| SD Worx-Protime \| 6 h 57 min 04 s \| \| 2e \| Marianne Vos \| Pays-Bas \| Team Visma \\| Lease a Bike \| + 1 s \| \| 3e \| Alison Jackson \| Canada \| EF Education-Cannondale \| + 10 s \| \| 4e \| Elisa Longo Borghini \| Italie \| Lidl-Trek \| + 11 s \| \| 5e \| Eva van Agt \| Pays-Bas \| Team Visma \\| Lease a Bike \| + 11 s \| \| 6e \| Riejanne Markus \| Pays-Bas \| Team Visma \\| Lease a Bike \| + 11 s \| \| 7e \| Amanda Spratt \| Australie \| Lidl-Trek \| + 11 s \| \| 8e \| Sophie von Berswordt \| Pays-Bas \| Team Visma \\| Lease a Bike \| + 11 s \| \| 9e \| Gaia Realini \| Italie \| Lidl-Trek \| + 11 s \| \| 10e \| Brodie Chapman \| Australie \| Lidl-Trek \| + 11 s \| |                      |           |                            |                 |
| |                      |           |                            |                 |
| |                      |           |                            |                 |
| Classement général |                      |           |                            |                 |
| Coureuse | Coureuse             | Pays      | Équipe                     | Temps           |
| 1re | Blanka Vas           | Hongrie   | SD Worx-Protime            | 6 h 57 min 04 s |
| 2e | Marianne Vos         | Pays-Bas  | Team Visma \| Lease a Bike | + 1 s           |
| 3e | Alison Jackson       | Canada    | EF Education-Cannondale    | + 10 s          |
| 4e | Elisa Longo Borghini | Italie    | Lidl-Trek                  | + 11 s          |
| 5e | Eva van Agt          | Pays-Bas  | Team Visma \| Lease a Bike | + 11 s          |
| 6e | Riejanne Markus      | Pays-Bas  | Team Visma \| Lease a Bike | + 11 s          |
| 7e | Amanda Spratt        | Australie | Lidl-Trek                  | + 11 s          |
| 8e | Sophie von Berswordt | Pays-Bas  | Team Visma \| Lease a Bike | + 11 s          |
| 9e | Gaia Realini         | Italie    | Lidl-Trek                  | + 11 s          |
| 10e | Brodie Chapman       | Australie | Lidl-Trek                  | + 11 s          |

### 4eétape
| Molina d'Aragon - Saragosse | étape de plaine | (142 km) |

Le vent balaie la course. Diverses attaques ont lieu, mais la SD Worx maintient un rythme élevé. Cela provoque la scission du peloton et seules dix-neuf coureuses sont à l'avant au pied de La Yunta, la principale difficulté de la journée. Vas est brièvement lâchée mais revient par la suite. À six kilomètres de l'arrivée, Mischa Bredewold puis Demi Vollering profitent d'une côte pour attaquer. Kristen Faulkner contre et n'est plus reprise. Marianne Vos, troisième de l'étape, s'empare du maillot rouge.
| \| Classement de l'étape \| Classement de l'étape \| Classement de l'étape \| Classement de l'étape \| Classement de l'étape \| \| Coureuse \| Coureuse \| Pays \| Équipe \| Temps \| \| --------------------- \| --------------------- \| --------------------- \| -------------------------- \| --------------------- \| \| 1re \| Kristen Faulkner \| États-Unis \| EF Education-Cannondale \| 3 h 02 min 37 s \| \| 2e \| Georgia Baker \| Australie \| Liv AlUla Jayco \| + 10 s \| \| 3e \| Marianne Vos \| Pays-Bas \| Team Visma \\| Lease a Bike \| + 10 s \| \| 4e \| Blanka Vas \| Hongrie \| SD Worx-Protime \| + 10 s \| \| 5e \| Sheyla Gutiérrez \| Espagne \| Movistar Team \| + 10 s \| \| 6e \| Maike van der Duin \| Pays-Bas \| Canyon-SRAM Racing \| + 10 s \| \| 7e \| Alison Jackson \| Canada \| EF Education-Cannondale \| + 10 s \| \| 8e \| Silke Smulders \| Pays-Bas \| Liv AlUla Jayco \| + 10 s \| \| 9e \| Juliette Labous \| France \| Team dsm-firmenich PostNL \| + 10 s \| \| 10e \| Marlen Reusser \| Suisse \| SD Worx-Protime \| + 10 s \| |                    |            |                            |                 |
| |                    |            |                            |                 |
| |                    |            |                            |                 |
| Classement de l'étape |                    |            |                            |                 |
| Coureuse | Coureuse           | Pays       | Équipe                     | Temps           |
| 1re | Kristen Faulkner   | États-Unis | EF Education-Cannondale    | 3 h 02 min 37 s |
| 2e | Georgia Baker      | Australie  | Liv AlUla Jayco            | + 10 s          |
| 3e | Marianne Vos       | Pays-Bas   | Team Visma \| Lease a Bike | + 10 s          |
| 4e | Blanka Vas         | Hongrie    | SD Worx-Protime            | + 10 s          |
| 5e | Sheyla Gutiérrez   | Espagne    | Movistar Team              | + 10 s          |
| 6e | Maike van der Duin | Pays-Bas   | Canyon-SRAM Racing         | + 10 s          |
| 7e | Alison Jackson     | Canada     | EF Education-Cannondale    | + 10 s          |
| 8e | Silke Smulders     | Pays-Bas   | Liv AlUla Jayco            | + 10 s          |
| 9e | Juliette Labous    | France     | Team dsm-firmenich PostNL  | + 10 s          |
| 10e | Marlen Reusser     | Suisse     | SD Worx-Protime            | + 10 s          |

| \| Classement général \| Classement général \| Classement général \| Classement général \| Classement général \| \| Coureuse \| Coureuse \| Pays \| Équipe \| Temps \| \| ------------------ \| -------------------- \| ------------------ \| -------------------------- \| ------------------ \| \| 1re \| Marianne Vos \| Pays-Bas \| Team Visma \\| Lease a Bike \| 9 h 59 min 42 s \| \| 2e \| Blanka Vas \| Hongrie \| SD Worx-Protime \| + 5 s \| \| 3e \| Kristen Faulkner \| États-Unis \| EF Education-Cannondale \| + 9 s \| \| 4e \| Elisa Longo Borghini \| Italie \| Lidl-Trek \| + 18 s \| \| 5e \| Alison Jackson \| Canada \| EF Education-Cannondale \| + 19 s \| \| 6e \| Riejanne Markus \| Pays-Bas \| Team Visma \\| Lease a Bike \| + 20 s \| \| 7e \| Demi Vollering \| Pays-Bas \| SD Worx-Protime \| + 21 s \| \| 8e \| Marlen Reusser \| Suisse \| SD Worx-Protime \| + 21 s \| \| 9e \| Niamh Fisher-Black \| Nouvelle-Zélande \| SD Worx-Protime \| + 21 s \| \| 10e \| Katarzyna Niewiadoma \| Pologne \| Canyon-SRAM Racing \| + 28 s \| |                      |                  |                            |                 |
| |                      |                  |                            |                 |
| |                      |                  |                            |                 |
| Classement général |                      |                  |                            |                 |
| Coureuse | Coureuse             | Pays             | Équipe                     | Temps           |
| 1re | Marianne Vos         | Pays-Bas         | Team Visma \| Lease a Bike | 9 h 59 min 42 s |
| 2e | Blanka Vas           | Hongrie          | SD Worx-Protime            | + 5 s           |
| 3e | Kristen Faulkner     | États-Unis       | EF Education-Cannondale    | + 9 s           |
| 4e | Elisa Longo Borghini | Italie           | Lidl-Trek                  | + 18 s          |
| 5e | Alison Jackson       | Canada           | EF Education-Cannondale    | + 19 s          |
| 6e | Riejanne Markus      | Pays-Bas         | Team Visma \| Lease a Bike | + 20 s          |
| 7e | Demi Vollering       | Pays-Bas         | SD Worx-Protime            | + 21 s          |
| 8e | Marlen Reusser       | Suisse           | SD Worx-Protime            | + 21 s          |
| 9e | Niamh Fisher-Black   | Nouvelle-Zélande | SD Worx-Protime            | + 21 s          |
| 10e | Katarzyna Niewiadoma | Pologne          | Canyon-SRAM Racing         | + 28 s          |

### 5eétape
| Huesca - Jaca | étape de montagne | (113 km) |

Lourdes Oyarbide est la première à parvenir à s'échapper à cinquante-cinq kilomètres de l'arrivée. Elle est reprise dans la montée du Monasterio de San Juan de la Peña. À quatre kilomètres de son sommet, Antonia Niedermaier, Grace Brown et Marlen Reusser attaquent, mais sont rapidement reprises. Pauliena Rooijakkers sort à son tour dans le dernier kilomètre, elle est reprise puis devancée par Karlijn Swinkels. La favorite Gaia Realini chute dans la descente. Mareille Meijering initie ensuite la formation d'un groupe de dix coureuses, d'où Swinkels s'extrait pour prendre les points du classement de la montagne. Un regroupement général a lieu avant la difficulté finale. À deux kilomètres de la ligne, Demi Vollering accélère avec Elisa Longo Borghini dans la roue. Sarah Gigante et Yara Kastelijn reviennent sur le duo. Vollering continue de forcer le rythme et lâche ses concurrente. Elle remporte l'étape et s'empare du maillot rouge,.
| \| Classement de l'étape \| Classement de l'étape \| Classement de l'étape \| Classement de l'étape \| Classement de l'étape \| \| Coureuse \| Coureuse \| Pays \| Équipe \| Temps \| \| --------------------- \| --------------------- \| --------------------- \| -------------------------- \| --------------------- \| \| 1re \| Demi Vollering \| Pays-Bas \| SD Worx-Protime \| 3 h 09 min 52 s \| \| 2e \| Yara Kastelijn \| Pays-Bas \| Fenix-Deceuninck \| + 28 s \| \| 3e \| Elisa Longo Borghini \| Italie \| Lidl-Trek \| + 28 s \| \| 4e \| Évita Muzic \| France \| FDJ-Suez \| + 39 s \| \| 5e \| Sarah Gigante \| Australie \| AG Insurance-Soudal Team \| + 41 s \| \| 6e \| Ricarda Bauernfeind \| Allemagne \| Canyon-SRAM Racing \| + 44 s \| \| 7e \| Riejanne Markus \| Pays-Bas \| Team Visma \\| Lease a Bike \| + 44 s \| \| 8e \| Juliette Labous \| France \| Team dsm-firmenich PostNL \| + 47 s \| \| 9e \| Kim Cadzow \| Nouvelle-Zélande \| EF Education-Cannondale \| + 57 s \| \| 10e \| Pauliena Rooijakkers \| Pays-Bas \| Fenix-Deceuninck \| + 1 min 08 s \| |                      |                  |                            |                 |
| |                      |                  |                            |                 |
| |                      |                  |                            |                 |
| Classement de l'étape |                      |                  |                            |                 |
| Coureuse | Coureuse             | Pays             | Équipe                     | Temps           |
| 1re | Demi Vollering       | Pays-Bas         | SD Worx-Protime            | 3 h 09 min 52 s |
| 2e | Yara Kastelijn       | Pays-Bas         | Fenix-Deceuninck           | + 28 s          |
| 3e | Elisa Longo Borghini | Italie           | Lidl-Trek                  | + 28 s          |
| 4e | Évita Muzic          | France           | FDJ-Suez                   | + 39 s          |
| 5e | Sarah Gigante        | Australie        | AG Insurance-Soudal Team   | + 41 s          |
| 6e | Ricarda Bauernfeind  | Allemagne        | Canyon-SRAM Racing         | + 44 s          |
| 7e | Riejanne Markus      | Pays-Bas         | Team Visma \| Lease a Bike | + 44 s          |
| 8e | Juliette Labous      | France           | Team dsm-firmenich PostNL  | + 47 s          |
| 9e | Kim Cadzow           | Nouvelle-Zélande | EF Education-Cannondale    | + 57 s          |
| 10e | Pauliena Rooijakkers | Pays-Bas         | Fenix-Deceuninck           | + 1 min 08 s    |

| \| Classement général \| Classement général \| Classement général \| Classement général \| Classement général \| \| Coureuse \| Coureuse \| Pays \| Équipe \| Temps \| \| ------------------ \| -------------------- \| ------------------ \| -------------------------- \| ------------------ \| \| 1re \| Demi Vollering \| Pays-Bas \| SD Worx-Protime \| 13 h 09 min 45 s \| \| 2e \| Elisa Longo Borghini \| Italie \| Lidl-Trek \| + 31 s \| \| 3e \| Riejanne Markus \| Pays-Bas \| Team Visma \\| Lease a Bike \| + 53 s \| \| 4e \| Kristen Faulkner \| États-Unis \| EF Education-Cannondale \| + 1 min 10 s \| \| 5e \| Juliette Labous \| France \| Team dsm-firmenich PostNL \| + 1 min 13 s \| \| 6e \| Marlen Reusser \| Suisse \| SD Worx-Protime \| + 1 min 23 s \| \| 7e \| Niamh Fisher-Black \| Nouvelle-Zélande \| SD Worx-Protime \| + 1 min 34 s \| \| 8e \| Katarzyna Niewiadoma \| Pologne \| Canyon-SRAM Racing \| + 1 min 47 s \| \| 9e \| Marianne Vos \| Pays-Bas \| Team Visma \\| Lease a Bike \| + 2 min 07 s \| \| 10e \| Silke Smulders \| Pays-Bas \| Liv AlUla Jayco \| + 2 min 41 s \| |                      |                  |                            |                  |
| |                      |                  |                            |                  |
| |                      |                  |                            |                  |
| Classement général |                      |                  |                            |                  |
| Coureuse | Coureuse             | Pays             | Équipe                     | Temps            |
| 1re | Demi Vollering       | Pays-Bas         | SD Worx-Protime            | 13 h 09 min 45 s |
| 2e | Elisa Longo Borghini | Italie           | Lidl-Trek                  | + 31 s           |
| 3e | Riejanne Markus      | Pays-Bas         | Team Visma \| Lease a Bike | + 53 s           |
| 4e | Kristen Faulkner     | États-Unis       | EF Education-Cannondale    | + 1 min 10 s     |
| 5e | Juliette Labous      | France           | Team dsm-firmenich PostNL  | + 1 min 13 s     |
| 6e | Marlen Reusser       | Suisse           | SD Worx-Protime            | + 1 min 23 s     |
| 7e | Niamh Fisher-Black   | Nouvelle-Zélande | SD Worx-Protime            | + 1 min 34 s     |
| 8e | Katarzyna Niewiadoma | Pologne          | Canyon-SRAM Racing         | + 1 min 47 s     |
| 9e | Marianne Vos         | Pays-Bas         | Team Visma \| Lease a Bike | + 2 min 07 s     |
| 10e | Silke Smulders       | Pays-Bas         | Liv AlUla Jayco            | + 2 min 41 s     |

### 6eétape
| Tarazona - Vinuesa | étape de montagne | (132 km) |

Gaia Realini abandonne des suites de sa chute, tandis que Katarzyna Niewiadoma quitte la course sur maladie. Claudia San Justo, Laura Molenaar, Fauve Bastiaenssen et Aurela Nerlo forment l'échappée. Elles comptent jusqu'à trois minutes quarante-cinq d'avance. Dans l'ultime difficulté, la Laguna Negra, Lidl-Trek mène le peloton. Par la suite, Grace Brown puis Demi Vollering mène le peloton. Rooijakkers attaque à deux kilomètres de l'arrivée. Kastelijn tente une attaque, mais est reprise. Vollering hausse le rythme. Évita Muzic revient de l'arrière avant de doubler au sprint Demi Vollering qui conforte son maillot rouge,.
| \| Classement de l'étape \| Classement de l'étape \| Classement de l'étape \| Classement de l'étape \| Classement de l'étape \| \| Coureuse \| Coureuse \| Pays \| Équipe \| Temps \| \| --------------------- \| --------------------- \| --------------------- \| -------------------------- \| --------------------- \| \| 1re \| Évita Muzic \| France \| FDJ-Suez \| 4 h 10 min 20 s \| \| 2e \| Demi Vollering \| Pays-Bas \| SD Worx-Protime \| + 2 s \| \| 3e \| Yara Kastelijn \| Pays-Bas \| Fenix-Deceuninck \| + 15 s \| \| 4e \| Riejanne Markus \| Pays-Bas \| Team Visma \\| Lease a Bike \| + 17 s \| \| 5e \| Elisa Longo Borghini \| Italie \| Lidl-Trek \| + 21 s \| \| 6e \| Ricarda Bauernfeind \| Allemagne \| Canyon-SRAM Racing \| + 21 s \| \| 7e \| Juliette Labous \| France \| Team dsm-firmenich PostNL \| + 21 s \| \| 8e \| Pauliena Rooijakkers \| Pays-Bas \| Fenix-Deceuninck \| + 33 s \| \| 9e \| Niamh Fisher-Black \| Nouvelle-Zélande \| SD Worx-Protime \| + 38 s \| \| 10e \| Kim Cadzow \| Nouvelle-Zélande \| EF Education-Cannondale \| + 40 s \| |                      |                  |                            |                 |
| |                      |                  |                            |                 |
| |                      |                  |                            |                 |
| Classement de l'étape |                      |                  |                            |                 |
| Coureuse | Coureuse             | Pays             | Équipe                     | Temps           |
| 1re | Évita Muzic          | France           | FDJ-Suez                   | 4 h 10 min 20 s |
| 2e | Demi Vollering       | Pays-Bas         | SD Worx-Protime            | + 2 s           |
| 3e | Yara Kastelijn       | Pays-Bas         | Fenix-Deceuninck           | + 15 s          |
| 4e | Riejanne Markus      | Pays-Bas         | Team Visma \| Lease a Bike | + 17 s          |
| 5e | Elisa Longo Borghini | Italie           | Lidl-Trek                  | + 21 s          |
| 6e | Ricarda Bauernfeind  | Allemagne        | Canyon-SRAM Racing         | + 21 s          |
| 7e | Juliette Labous      | France           | Team dsm-firmenich PostNL  | + 21 s          |
| 8e | Pauliena Rooijakkers | Pays-Bas         | Fenix-Deceuninck           | + 33 s          |
| 9e | Niamh Fisher-Black   | Nouvelle-Zélande | SD Worx-Protime            | + 38 s          |
| 10e | Kim Cadzow           | Nouvelle-Zélande | EF Education-Cannondale    | + 40 s          |

| \| Classement général \| Classement général \| Classement général \| Classement général \| Classement général \| \| Coureuse \| Coureuse \| Pays \| Équipe \| Temps \| \| ------------------ \| -------------------- \| ------------------ \| -------------------------- \| ------------------ \| \| 1re \| Demi Vollering \| Pays-Bas \| SD Worx-Protime \| 17 h 20 min 01 s \| \| 2e \| Elisa Longo Borghini \| Italie \| Lidl-Trek \| + 56 s \| \| 3e \| Riejanne Markus \| Pays-Bas \| Team Visma \\| Lease a Bike \| + 1 min 14 s \| \| 4e \| Juliette Labous \| France \| Team dsm-firmenich PostNL \| + 1 min 38 s \| \| 5e \| Niamh Fisher-Black \| Nouvelle-Zélande \| SD Worx-Protime \| + 2 min 16 s \| \| 6e \| Évita Muzic \| France \| FDJ-Suez \| + 2 min 42 s \| \| 7e \| Marlen Reusser \| Suisse \| SD Worx-Protime \| + 2 min 52 s \| \| 8e \| Ricarda Bauernfeind \| Allemagne \| Canyon-SRAM Racing \| + 3 min 17 s \| \| 9e \| Yara Kastelijn \| Pays-Bas \| Fenix-Deceuninck \| + 3 min 25 s \| \| 10e \| Kristen Faulkner \| États-Unis \| EF Education-Cannondale \| + 3 min 29 s \| |                      |                  |                            |                  |
| |                      |                  |                            |                  |
| |                      |                  |                            |                  |
| Classement général |                      |                  |                            |                  |
| Coureuse | Coureuse             | Pays             | Équipe                     | Temps            |
| 1re | Demi Vollering       | Pays-Bas         | SD Worx-Protime            | 17 h 20 min 01 s |
| 2e | Elisa Longo Borghini | Italie           | Lidl-Trek                  | + 56 s           |
| 3e | Riejanne Markus      | Pays-Bas         | Team Visma \| Lease a Bike | + 1 min 14 s     |
| 4e | Juliette Labous      | France           | Team dsm-firmenich PostNL  | + 1 min 38 s     |
| 5e | Niamh Fisher-Black   | Nouvelle-Zélande | SD Worx-Protime            | + 2 min 16 s     |
| 6e | Évita Muzic          | France           | FDJ-Suez                   | + 2 min 42 s     |
| 7e | Marlen Reusser       | Suisse           | SD Worx-Protime            | + 2 min 52 s     |
| 8e | Ricarda Bauernfeind  | Allemagne        | Canyon-SRAM Racing         | + 3 min 17 s     |
| 9e | Yara Kastelijn       | Pays-Bas         | Fenix-Deceuninck           | + 3 min 25 s     |
| 10e | Kristen Faulkner     | États-Unis       | EF Education-Cannondale    | + 3 min 29 s     |

### 7eétape
| San Esteban de Gormaz - Sigüenza | étape vallonnée | (126 km) |

Une première échappée est composée de sept coureuses dont Anna Kiesenhofer. L'échappée est reprise à soixante-cinq kilomètres de l'arrivée, l'Autrichienne contre et emmène avec elle huit autres coureuses. Le vent de côté a néanmoins raison de leur effort à quarante kilomètres de la fin. Le peloton se scinde, puis se reforme partiellement. Dans les dix derniers kilomètres, Mischa Bredewold, Marlen Reusser et Amanda Spratt attaquent successivement, mais sans succès. À quatre kilomètres de la fin, Bredewold sort de nouveau, elle est suivie par Alison Jackson, Silke Smulders et Lily Williams. Elles sont reprises deux kilomètres plus loin. Dans la montée finale, Kristen Faulkner passe à l'offensive. Elle est suivie par Marianne Vos et Elisa Longo Borghini. Vos accélère de nouveau pour s'imposer,.
| \| Classement de l'étape \| Classement de l'étape \| Classement de l'étape \| Classement de l'étape \| Classement de l'étape \| \| Coureuse \| Coureuse \| Pays \| Équipe \| Temps \| \| --------------------- \| --------------------- \| --------------------- \| -------------------------- \| --------------------- \| \| 1re \| Marianne Vos \| Pays-Bas \| Team Visma \\| Lease a Bike \| 3 h 27 min 56 s \| \| 2e \| Kristen Faulkner \| États-Unis \| EF Education-Cannondale \| + 2 s \| \| 3e \| Elisa Longo Borghini \| Italie \| Lidl-Trek \| + 2 s \| \| 4e \| Demi Vollering \| Pays-Bas \| SD Worx-Protime \| + 2 s \| \| 5e \| Ingvild Gåskjenn \| Norvège \| Liv AlUla Jayco \| + 2 s \| \| 6e \| Niamh Fisher-Black \| Nouvelle-Zélande \| SD Worx-Protime \| + 2 s \| \| 7e \| Riejanne Markus \| Pays-Bas \| Team Visma \\| Lease a Bike \| + 2 s \| \| 8e \| Évita Muzic \| France \| FDJ-Suez \| + 2 s \| \| 9e \| Pauliena Rooijakkers \| Pays-Bas \| Fenix-Deceuninck \| + 8 s \| \| 10e \| Eline Jansen \| Pays-Bas \| VolkerWessels \| + 10 s \| |                      |                  |                            |                 |
| |                      |                  |                            |                 |
| |                      |                  |                            |                 |
| Classement de l'étape |                      |                  |                            |                 |
| Coureuse | Coureuse             | Pays             | Équipe                     | Temps           |
| 1re | Marianne Vos         | Pays-Bas         | Team Visma \| Lease a Bike | 3 h 27 min 56 s |
| 2e | Kristen Faulkner     | États-Unis       | EF Education-Cannondale    | + 2 s           |
| 3e | Elisa Longo Borghini | Italie           | Lidl-Trek                  | + 2 s           |
| 4e | Demi Vollering       | Pays-Bas         | SD Worx-Protime            | + 2 s           |
| 5e | Ingvild Gåskjenn     | Norvège          | Liv AlUla Jayco            | + 2 s           |
| 6e | Niamh Fisher-Black   | Nouvelle-Zélande | SD Worx-Protime            | + 2 s           |
| 7e | Riejanne Markus      | Pays-Bas         | Team Visma \| Lease a Bike | + 2 s           |
| 8e | Évita Muzic          | France           | FDJ-Suez                   | + 2 s           |
| 9e | Pauliena Rooijakkers | Pays-Bas         | Fenix-Deceuninck           | + 8 s           |
| 10e | Eline Jansen         | Pays-Bas         | VolkerWessels              | + 10 s          |

| \| Classement général \| Classement général \| Classement général \| Classement général \| Classement général \| \| Coureuse \| Coureuse \| Pays \| Équipe \| Temps \| \| ------------------ \| -------------------- \| ------------------ \| -------------------------- \| ------------------ \| \| 1re \| Demi Vollering \| Pays-Bas \| SD Worx-Protime \| 20 h 47 min 59 s \| \| 2e \| Elisa Longo Borghini \| Italie \| Lidl-Trek \| + 52 s \| \| 3e \| Riejanne Markus \| Pays-Bas \| Team Visma \\| Lease a Bike \| + 1 min 14 s \| \| 4e \| Juliette Labous \| France \| Team dsm-firmenich PostNL \| + 1 min 48 s \| \| 5e \| Niamh Fisher-Black \| Nouvelle-Zélande \| SD Worx-Protime \| + 2 min 16 s \| \| 6e \| Évita Muzic \| France \| FDJ-Suez \| + 2 min 42 s \| \| 7e \| Kristen Faulkner \| États-Unis \| EF Education-Cannondale \| + 3 min 23 s \| \| 8e \| Marlen Reusser \| Suisse \| SD Worx-Protime \| + 3 min 24 s \| \| 9e \| Ricarda Bauernfeind \| Allemagne \| Canyon-SRAM Racing \| + 3 min 27 s \| \| 10e \| Yara Kastelijn \| Pays-Bas \| Fenix-Deceuninck \| + 4 min 07 s \| |                      |                  |                            |                  |
| |                      |                  |                            |                  |
| |                      |                  |                            |                  |
| Classement général |                      |                  |                            |                  |
| Coureuse | Coureuse             | Pays             | Équipe                     | Temps            |
| 1re | Demi Vollering       | Pays-Bas         | SD Worx-Protime            | 20 h 47 min 59 s |
| 2e | Elisa Longo Borghini | Italie           | Lidl-Trek                  | + 52 s           |
| 3e | Riejanne Markus      | Pays-Bas         | Team Visma \| Lease a Bike | + 1 min 14 s     |
| 4e | Juliette Labous      | France           | Team dsm-firmenich PostNL  | + 1 min 48 s     |
| 5e | Niamh Fisher-Black   | Nouvelle-Zélande | SD Worx-Protime            | + 2 min 16 s     |
| 6e | Évita Muzic          | France           | FDJ-Suez                   | + 2 min 42 s     |
| 7e | Kristen Faulkner     | États-Unis       | EF Education-Cannondale    | + 3 min 23 s     |
| 8e | Marlen Reusser       | Suisse           | SD Worx-Protime            | + 3 min 24 s     |
| 9e | Ricarda Bauernfeind  | Allemagne        | Canyon-SRAM Racing         | + 3 min 27 s     |
| 10e | Yara Kastelijn       | Pays-Bas         | Fenix-Deceuninck           | + 4 min 07 s     |

### 8eétape
| Madrid - Valdesquí | étape de montagne | (89 km) |

Au bout de vingt-cinq kilomètres, une échappée de treize coureuses se forme. À quarante kilomètres de l'arrivée, dans les pentes du Puerto de La Morcuera, Sarah Gigante sort de ce groupe. Elle est accompagnée par Brodie Chapman et Karlijn Swinkels. Pauliena Rooijakkers sort du peloton. Grace Brown provoque un regroupement général et Évita Muzic passe en tête au sommet, prenant la tête du classement de la montagne. Niamh Fisher-Black  chute dans la descente et manque de passer par delà la rambarde. À dix-neuf kilomètres de l'arrivée, Swinkels attaque afin d'anticiper la montée finale. Elle est reprise à neuf kilomètres de l'arrivée. Demi Vollering attaque à six kilomètres de la ligne. Elle n'est plus reprise et s'impose en solitaire. Elle remporte par la même occasion le classement de la montagne,.
| \| Classement de l'étape \| Classement de l'étape \| Classement de l'étape \| Classement de l'étape \| Classement de l'étape \| \| Coureuse \| Coureuse \| Pays \| Équipe \| Temps \| \| --------------------- \| --------------------- \| --------------------- \| -------------------------- \| --------------------- \| \| 1re \| Demi Vollering \| Pays-Bas \| SD Worx-Protime \| 2 h 43 min 06 s \| \| 2e \| Évita Muzic \| France \| FDJ-Suez \| + 29 s \| \| 3e \| Riejanne Markus \| Pays-Bas \| Team Visma \\| Lease a Bike \| + 33 s \| \| 4e \| Pauliena Rooijakkers \| Pays-Bas \| Fenix-Deceuninck \| + 53 s \| \| 5e \| Ricarda Bauernfeind \| Allemagne \| Canyon-SRAM Racing \| + 56 s \| \| 6e \| Juliette Labous \| France \| Team dsm-firmenich PostNL \| + 1 min 00 s \| \| 7e \| Elisa Longo Borghini \| Italie \| Lidl-Trek \| + 1 min 00 s \| \| 8e \| Antonia Niedermaier \| Allemagne \| Canyon-SRAM Racing \| + 1 min 00 s \| \| 9e \| Yara Kastelijn \| Pays-Bas \| Fenix-Deceuninck \| + 1 min 10 s \| \| 10e \| Kim Cadzow \| Nouvelle-Zélande \| EF Education-Cannondale \| + 1 min 28 s \| |                      |                  |                            |                 |
| |                      |                  |                            |                 |
| |                      |                  |                            |                 |
| Classement de l'étape |                      |                  |                            |                 |
| Coureuse | Coureuse             | Pays             | Équipe                     | Temps           |
| 1re | Demi Vollering       | Pays-Bas         | SD Worx-Protime            | 2 h 43 min 06 s |
| 2e | Évita Muzic          | France           | FDJ-Suez                   | + 29 s          |
| 3e | Riejanne Markus      | Pays-Bas         | Team Visma \| Lease a Bike | + 33 s          |
| 4e | Pauliena Rooijakkers | Pays-Bas         | Fenix-Deceuninck           | + 53 s          |
| 5e | Ricarda Bauernfeind  | Allemagne        | Canyon-SRAM Racing         | + 56 s          |
| 6e | Juliette Labous      | France           | Team dsm-firmenich PostNL  | + 1 min 00 s    |
| 7e | Elisa Longo Borghini | Italie           | Lidl-Trek                  | + 1 min 00 s    |
| 8e | Antonia Niedermaier  | Allemagne        | Canyon-SRAM Racing         | + 1 min 00 s    |
| 9e | Yara Kastelijn       | Pays-Bas         | Fenix-Deceuninck           | + 1 min 10 s    |
| 10e | Kim Cadzow           | Nouvelle-Zélande | EF Education-Cannondale    | + 1 min 28 s    |

## Classements finals

### Classement général final
| \| Classement général \| Classement général \| Classement général \| Classement général \| Classement général \| \| Coureuse \| Coureuse \| Pays \| Équipe \| Temps \| \| ------------------ \| -------------------- \| ------------------ \| -------------------------- \| ------------------ \| \| 1re \| Demi Vollering \| Pays-Bas \| SD Worx-Protime \| 23 h 30 min 55 s \| \| 2e \| Riejanne Markus \| Pays-Bas \| Team Visma \\| Lease a Bike \| + 1 min 49 s \| \| 3e \| Elisa Longo Borghini \| Italie \| Lidl-Trek \| + 2 min 00 s \| \| 4e \| Juliette Labous \| France \| Team dsm-firmenich PostNL \| + 2 min 58 s \| \| 5e \| Évita Muzic \| France \| FDJ-Suez \| + 3 min 15 s \| \| 6e \| Ricarda Bauernfeind \| Allemagne \| Canyon-SRAM Racing \| + 4 min 33 s \| \| 7e \| Niamh Fisher-Black \| Nouvelle-Zélande \| SD Worx-Protime \| + 5 min 14 s \| \| 8e \| Yara Kastelijn \| Pays-Bas \| Fenix-Deceuninck \| + 5 min 27 s \| \| 9e \| Pauliena Rooijakkers \| Pays-Bas \| Fenix-Deceuninck \| + 5 min 42 s \| \| 10e \| Kim Cadzow \| Nouvelle-Zélande \| EF Education-Cannondale \| + 6 min 19 s \| |                      |                  |                            |                  |
| |                      |                  |                            |                  |
| Source : ProCyclingStats |                      |                  |                            |                  |
| Classement général |                      |                  |                            |                  |
| Coureuse | Coureuse             | Pays             | Équipe                     | Temps            |
| 1re | Demi Vollering       | Pays-Bas         | SD Worx-Protime            | 23 h 30 min 55 s |
| 2e | Riejanne Markus      | Pays-Bas         | Team Visma \| Lease a Bike | + 1 min 49 s     |
| 3e | Elisa Longo Borghini | Italie           | Lidl-Trek                  | + 2 min 00 s     |
| 4e | Juliette Labous      | France           | Team dsm-firmenich PostNL  | + 2 min 58 s     |
| 5e | Évita Muzic          | France           | FDJ-Suez                   | + 3 min 15 s     |
| 6e | Ricarda Bauernfeind  | Allemagne        | Canyon-SRAM Racing         | + 4 min 33 s     |
| 7e | Niamh Fisher-Black   | Nouvelle-Zélande | SD Worx-Protime            | + 5 min 14 s     |
| 8e | Yara Kastelijn       | Pays-Bas         | Fenix-Deceuninck           | + 5 min 27 s     |
| 9e | Pauliena Rooijakkers | Pays-Bas         | Fenix-Deceuninck           | + 5 min 42 s     |
| 10e | Kim Cadzow           | Nouvelle-Zélande | EF Education-Cannondale    | + 6 min 19 s     |

### Classements annexes
| Classement par points | Classement par points | Classement par points | Classement par points      | Classement par points |
| Coureuse              | Coureuse              | Pays                  | Équipe                     | Points                |
| --------------------- | --------------------- | --------------------- | -------------------------- | --------------------- |
| 1re                   | Marianne Vos          | Pays-Bas              | Team Visma \| Lease a Bike | 190 pts               |
| 2e                    | Demi Vollering        | Pays-Bas              | SD Worx-Protime            | 148 pts               |
| 3e                    | Riejanne Markus       | Pays-Bas              | Team Visma \| Lease a Bike | 134 pts               |
| 4e                    | Évita Muzic           | France                | FDJ-Suez                   | 108 pts               |
| 5e                    | Elisa Longo Borghini  | Italie                | Lidl-Trek                  | 107 pts               |
| 6e                    | Blanka Vas            | Hongrie               | SD Worx-Protime            | 104 pts               |
| 7e                    | Kristen Faulkner      | États-Unis            | EF Education-Cannondale    | 94 pts                |
| 8e                    | Juliette Labous       | France                | Team dsm-firmenich PostNL  | 71 pts                |
| 9e                    | Karlijn Swinkels      | Pays-Bas              | UAE Team ADQ               | 70 pts                |
| 10e                   | Alison Jackson        | Canada                | EF Education-Cannondale    | 62 pts                |

| Classement par points | Classement par points | Classement par points | Classement par points      | Classement par points |
| Coureuse              | Coureuse              | Pays                  | Équipe                     | Points                |
| --------------------- | --------------------- | --------------------- | -------------------------- | --------------------- |
| 1re                   | Marianne Vos          | Pays-Bas              | Team Visma \| Lease a Bike | 190 pts               |
| 2e                    | Demi Vollering        | Pays-Bas              | SD Worx-Protime            | 148 pts               |
| 3e                    | Riejanne Markus       | Pays-Bas              | Team Visma \| Lease a Bike | 134 pts               |
| 4e                    | Évita Muzic           | France                | FDJ-Suez                   | 108 pts               |
| 5e                    | Elisa Longo Borghini  | Italie                | Lidl-Trek                  | 107 pts               |
| 6e                    | Blanka Vas            | Hongrie               | SD Worx-Protime            | 104 pts               |
| 7e                    | Kristen Faulkner      | États-Unis            | EF Education-Cannondale    | 94 pts                |
| 8e                    | Juliette Labous       | France                | Team dsm-firmenich PostNL  | 71 pts                |
| 9e                    | Karlijn Swinkels      | Pays-Bas              | UAE Team ADQ               | 70 pts                |
| 10e                   | Alison Jackson        | Canada                | EF Education-Cannondale    | 62 pts                |

| Classement de la montagne | Classement de la montagne | Classement de la montagne | Classement de la montagne  | Classement de la montagne |
| Coureuse                  | Coureuse                  | Pays                      | Équipe                     | Points                    |
| ------------------------- | ------------------------- | ------------------------- | -------------------------- | ------------------------- |
| 1re                       | Demi Vollering            | Pays-Bas                  | SD Worx-Protime            | 46 pts                    |
| 2e                        | Évita Muzic               | France                    | FDJ-Suez                   | 43 pts                    |
| 3e                        | Yara Kastelijn            | Pays-Bas                  | Fenix-Deceuninck           | 26 pts                    |
| 4e                        | Karlijn Swinkels          | Pays-Bas                  | UAE Team ADQ               | 20 pts                    |
| 5e                        | Riejanne Markus           | Pays-Bas                  | Team Visma \| Lease a Bike | 16 pts                    |
| 6e                        | Pauliena Rooijakkers      | Pays-Bas                  | Fenix-Deceuninck           | 12 pts                    |
| 7e                        | Ricarda Bauernfeind       | Allemagne                 | Canyon-SRAM Racing         | 11 pts                    |
| 8e                        | Elisa Longo Borghini      | Italie                    | Lidl-Trek                  | 10 pts                    |
| 9e                        | Niamh Fisher-Black        | Nouvelle-Zélande          | SD Worx-Protime            | 8 pts                     |
| 10e                       | Antonia Niedermaier       | Allemagne                 | Canyon-SRAM Racing         | 8 pts                     |

| Classement de la montagne | Classement de la montagne | Classement de la montagne | Classement de la montagne  | Classement de la montagne |
| Coureuse                  | Coureuse                  | Pays                      | Équipe                     | Points                    |
| ------------------------- | ------------------------- | ------------------------- | -------------------------- | ------------------------- |
| 1re                       | Demi Vollering            | Pays-Bas                  | SD Worx-Protime            | 46 pts                    |
| 2e                        | Évita Muzic               | France                    | FDJ-Suez                   | 43 pts                    |
| 3e                        | Yara Kastelijn            | Pays-Bas                  | Fenix-Deceuninck           | 26 pts                    |
| 4e                        | Karlijn Swinkels          | Pays-Bas                  | UAE Team ADQ               | 20 pts                    |
| 5e                        | Riejanne Markus           | Pays-Bas                  | Team Visma \| Lease a Bike | 16 pts                    |
| 6e                        | Pauliena Rooijakkers      | Pays-Bas                  | Fenix-Deceuninck           | 12 pts                    |
| 7e                        | Ricarda Bauernfeind       | Allemagne                 | Canyon-SRAM Racing         | 11 pts                    |
| 8e                        | Elisa Longo Borghini      | Italie                    | Lidl-Trek                  | 10 pts                    |
| 9e                        | Niamh Fisher-Black        | Nouvelle-Zélande          | SD Worx-Protime            | 8 pts                     |
| 10e                       | Antonia Niedermaier       | Allemagne                 | Canyon-SRAM Racing         | 8 pts                     |

| Classement par équipes | Classement par équipes     | Classement par équipes | Classement par équipes |
| Équipe                 | Équipe                     | Pays                   | Temps                  |
| ---------------------- | -------------------------- | ---------------------- | ---------------------- |
| 1re                    | SD Worx-Protime            | Pays-Bas               | 70 h 06 min 44 s       |
| 2e                     | Fenix-Deceuninck           | Belgique               | + 13 min 40 s          |
| 3e                     | EF Education-Cannondale    | États-Unis             | + 21 min 25 s          |
| 4e                     | Liv AlUla Jayco            | Australie              | + 27 min 06 s          |
| 5e                     | Lidl-Trek                  | États-Unis             | + 31 min 29 s          |
| 6e                     | Team Visma \| Lease a Bike | Pays-Bas               | + 31 min 57 s          |
| 7e                     | FDJ-Suez                   | France                 | + 33 min 20 s          |
| 8e                     | UAE Team ADQ               | Émirats arabes unis    | + 38 min 18 s          |
| 9e                     | Canyon-SRAM Racing         | Allemagne              | + 41 min 34 s          |
| 10e                    | Team DSM-Firmenich PostNL  | Pays-Bas               | + 48 min 52 s          |

| Classement par équipes | Classement par équipes     | Classement par équipes | Classement par équipes |
| Équipe                 | Équipe                     | Pays                   | Temps                  |
| ---------------------- | -------------------------- | ---------------------- | ---------------------- |
| 1re                    | SD Worx-Protime            | Pays-Bas               | 70 h 06 min 44 s       |
| 2e                     | Fenix-Deceuninck           | Belgique               | + 13 min 40 s          |
| 3e                     | EF Education-Cannondale    | États-Unis             | + 21 min 25 s          |
| 4e                     | Liv AlUla Jayco            | Australie              | + 27 min 06 s          |
| 5e                     | Lidl-Trek                  | États-Unis             | + 31 min 29 s          |
| 6e                     | Team Visma \| Lease a Bike | Pays-Bas               | + 31 min 57 s          |
| 7e                     | FDJ-Suez                   | France                 | + 33 min 20 s          |
| 8e                     | UAE Team ADQ               | Émirats arabes unis    | + 38 min 18 s          |
| 9e                     | Canyon-SRAM Racing         | Allemagne              | + 41 min 34 s          |
| 10e                    | Team DSM-Firmenich PostNL  | Pays-Bas               | + 48 min 52 s          |

### UCI World Tour

#### Points attribués
| Position                  | 1er | 2e  | 3e  | 4e  | 5e  | 6e  | 7e  | 8e  | 9e | 10e | 11e | 12e | 13e | 14e | 15e | 16e à 20e | 21e à 30e | 31e à 40e |  |  |
| Classement général        | 400 | 320 | 260 | 220 | 180 | 140 | 120 | 100 | 80 | 68  | 56  | 48  | 40  | 32  | 28  | 24        | 16        | 8         |  |  |
| Étapes et demi-étapes     | 50  | 40  | 30  | 25  | 20  | 18  | 15  | 10  | 8  | 6   |     |     |     |     |     |           |           |           |  |  |
| Port du maillot de leader | 8   |     |     |     |     |     |     |     |    |     |     |     |     |     |     |           |           |           |  |  |

## Évolution des classements
| Étape              |                              | Vainqueur _      | Classement général | Classement par points | Meilleure grimpeuse | Super-combative _ | Meilleure équipe _ |
| ------------------ | ---------------------------- | ---------------- | ------------------ | --------------------- | ------------------- | ----------------- | ------------------ |
| 1re étape          | contre-la-montre par équipes | Lidl-Trek        | Gaia Realini       | non attribué          | non attribué        | non attribué      | Lidl-Trek          |
| 2e étape           | étape de plaine              | Alison Jackson   | Blanka Vas         | Alison Jackson        | Karlijn Swinkels    | Idoia Eraso       | Lidl-Trek          |
| 3e étape           | étape vallonnée              | Marianne Vos     | Blanka Vas         | Blanka Vas            | Karlijn Swinkels    | Mireia Benito     | Lidl-Trek          |
| 4e étape           | étape de plaine              | Kristen Faulkner | Marianne Vos       | Blanka Vas            | Karlijn Swinkels    | Marlen Reusser    | SD Worx-Protime    |
| 5e étape           | étape de montagne            | Demi Vollering   | Demi Vollering     | Marianne Vos          | Karlijn Swinkels    | Lourdes Oyarbide  | SD Worx-Protime    |
| 6e étape           | étape de montagne            | Évita Muzic      | Demi Vollering     | Marianne Vos          | Karlijn Swinkels    | Claudia San Justo | SD Worx-Protime    |
| 7e étape           | étape vallonnée              | Marianne Vos     | Demi Vollering     | Marianne Vos          | Karlijn Swinkels    | Anya Louw         | SD Worx-Protime    |
| 8e étape           | étape de montagne            | Demi Vollering   | Demi Vollering     | Marianne Vos          | Demi Vollering      | Mireia Benito     | SD Worx-Protime    |
| Classements finals | Classements finals           |                  | Demi Vollering     | Marianne Vos          | Demi Vollering      | non attribué      | SD Worx-Protime    |

## Liste des participantes
| Movistar Team MOV | Movistar Team MOV           | Movistar Team MOV |
| ----------------- | --------------------------- | ----------------- |
| Num               | Coureuse                    | Pos               |
| 1                 | Liane Lippert (GER) (route) | 31e               |
| 2                 | Olivia Baril (CAN)          | 30e               |
| 3                 | Emma Norsgaard (DEN)        | AB-3              |
| 4                 | Jelena Erić (SRB) (route)   | 77e               |
| 5                 | Sheyla Gutiérrez (ESP)      | 66e               |
| 6                 | Sara Martín (ESP)           | NP-8              |
| 7                 | Mareille Meijering (NED)    | 67e               |

| SD Worx-Protime SDW | SD Worx-Protime SDW            | SD Worx-Protime SDW |
| ------------------- | ------------------------------ | ------------------- |
| Num                 | Coureuse                       | Pos                 |
| 11                  | Niamh Fisher-Black (NZL)       | 7e                  |
| 12                  | Mischa Bredewold (NED) (route) | 40e                 |
| 13                  | Elena Cecchini (ITA)           | 56e                 |
| 14                  | Barbara Guarischi (ITA)        | 95e                 |
| 15                  | Marlen Reusser (SUI) (route)   | 13e                 |
| 16                  | Blanka Vas (HUN) (route)       | 57e                 |
| 17                  | Demi Vollering (NED) (route)   | 1re                 |

| Lidl-Trek LTK | Lidl-Trek LTK                      | Lidl-Trek LTK |
| ------------- | ---------------------------------- | ------------- |
| Num           | Coureuse                           | Pos           |
| 21            | Elynor Bäckstedt (GBR)             | 104e          |
| 22            | Brodie Chapman (AUS)               | 43e           |
| 23            | Lizzie Deignan (GBR)               | 58e           |
| 24            | Elisa Longo Borghini (ITA) (route) | 3e            |
| 25            | Gaia Realini (ITA)                 | NP-6          |
| 26            | Amanda Spratt (AUS)                | 18e           |
| 27            | Ellen van Dijk (NED)               | NP-4          |

| Canyon-SRAM Racing CSR | Canyon-SRAM Racing CSR     | Canyon-SRAM Racing CSR |
| ---------------------- | -------------------------- | ---------------------- |
| Num                    | Coureuse                   | Pos                    |
| 31                     | Neve Bradbury (AUS)        | AB                     |
| 32                     | Zoe Bäckstedt (GBR)        | 93e                    |
| 33                     | Ricarda Bauernfeind (GER)  | 6e                     |
| 35                     | Antonia Niedermaier (GER)  | 11e                    |
| 36                     | Katarzyna Niewiadoma (POL) | NP-6                   |
| 37                     | Maike van der Duin (NED)   | 86e                    |

| UAE Team ADQ UAD | UAE Team ADQ UAD       | UAE Team ADQ UAD |
| ---------------- | ---------------------- | ---------------- |
| Num              | Coureuse               | Pos              |
| 41               | Mikayla Harvey (NZL)   | 49e              |
| 42               | Alena Amialiusik (BLR) | AB-8             |
| 43               | Eugenia Bujak (SLO)    | 60e              |
| 44               | Alena Ivanchenko (RUS) | 23e              |
| 45               | Erica Magnaldi (ITA)   | 15e              |
| 46               | Tereza Neumanová (CZE) | AB-5             |
| 47               | Karlijn Swinkels (NED) | 36e              |

| Team dsm-firmenich PostNL DFP | Team dsm-firmenich PostNL DFP | Team dsm-firmenich PostNL DFP |
| ----------------------------- | ----------------------------- | ----------------------------- |
| Num                           | Coureuse                      | Pos                           |
| 51                            | Juliette Labous (FRA)         | 4e                            |
| 52                            | Rachele Barbieri (ITA)        | 92e                           |
| 53                            | Eleonora Ciabocco (ITA)       | 44e                           |
| 54                            | Daniek Hengeveld (NED)        | 100e                          |
| 55                            | Charlotte Kool (NED)          | 91e                           |
| 56                            | Abi Smith (GBR)               | 65e                           |
| 57                            | Nienke Vinke (NED)            | 34e                           |

| Team Visma \| Lease a Bike TVL | Team Visma \| Lease a Bike TVL | Team Visma \| Lease a Bike TVL |
| ------------------------------ | ------------------------------ | ------------------------------ |
| Num                            | Coureuse                       | Pos                            |
| 61                             | Marianne Vos (NED)             | 24e                            |
| 62                             | Carlijn Achtereekte (NED)      | 59e                            |
| 63                             | Anna Henderson (GBR)           | NP-3                           |
| 64                             | Riejanne Markus (NED)          | 2e                             |
| 65                             | Maud Oudeman (NED)             | 48e                            |
| 66                             | Eva van Agt (NED)              | NP-8                           |
| 67                             | Sophie von Berswordt (NED)     | 38e                            |

| FDJ-Suez FST | FDJ-Suez FST            | FDJ-Suez FST |
| ------------ | ----------------------- | ------------ |
| Num          | Coureuse                | Pos          |
| 71           | Évita Muzic (FRA)       | 5e           |
| 72           | Grace Brown (AUS)       | 17e          |
| 73           | Marta Cavalli (ITA)     | NP-3         |
| 74           | Coralie Demay (FRA)     | 73e          |
| 75           | Vittoria Guazzini (ITA) | AB-3         |
| 76           | Amber Kraak (NED)       | 45e          |
| 77           | Alessia Vigilia (ITA)   | 55e          |

| Fenix-Deceuninck FED | Fenix-Deceuninck FED          | Fenix-Deceuninck FED |
| -------------------- | ----------------------------- | -------------------- |
| Num                  | Coureuse                      | Pos                  |
| 81                   | Yara Kastelijn (NED)          | 8e                   |
| 82                   | Greta Marturano (ITA)         | 22e                  |
| 83                   | Flora Perkins (GBR)           | 61e                  |
| 84                   | Pauliena Rooijakkers (NED)    | 9e                   |
| 85                   | Carina Schrempf (AUT) (route) | 75e                  |
| 86                   | Petra Stiasny (SUI)           | 51e                  |
| 87                   | Aniek van Alphen (NED)        | AB-6                 |

| Laboral Kutxa-Fundación Euskadi LKF | Laboral Kutxa-Fundación Euskadi LKF | Laboral Kutxa-Fundación Euskadi LKF |
| ----------------------------------- | ----------------------------------- | ----------------------------------- |
| Num                                 | Coureuse                            | Pos                                 |
| 91                                  | Debora Silvestri (ITA)              | NP-7                                |
| 92                                  | Idoia Eraso (ESP)                   | 114e                                |
| 93                                  | Lourdes Oyarbide (ESP)              | 107e                                |
| 94                                  | Nadia Quagliotto (ITA)              | 50e                                 |
| 95                                  | Aileen Schweikart (GER)             | 25e                                 |
| 96                                  | Laura Tomasi (ITA)                  | 64e                                 |
| 97                                  | Cristina Tonetti (ITA)              | 88e                                 |

| Liv AlUla Jayco LAJ | Liv AlUla Jayco LAJ       | Liv AlUla Jayco LAJ |
| ------------------- | ------------------------- | ------------------- |
| Num                 | Coureuse                  | Pos                 |
| 101                 | Mavi García (ESP) (route) | 20e                 |
| 102                 | Caroline Andersson (SWE)  | 32e                 |
| 103                 | Georgia Baker (AUS)       | 81e                 |
| 104                 | Teniel Campbell (TTO)     | 83e                 |
| 105                 | Ingvild Gåskjenn (NOR)    | 14e                 |
| 106                 | Georgie Howe (AUS)        | 109e                |
| 107                 | Silke Smulders (NED)      | 21e                 |

| Roland CGS | Roland CGS                       | Roland CGS |
| ---------- | -------------------------------- | ---------- |
| Num        | Coureuse                         | Pos        |
| 111        | Tamara Dronova (RUS) (route)     | 35e        |
| 112        | Ántri Christofórou (CYP) (route) | 94e        |
| 113        | Maggie Coles-Lyster (CAN)        | 96e        |
| 114        | Natalie Grinczer (GBR)           | AB-3       |
| 115        | Elena Hartmann (SUI)             | AB-5       |
| 116        | Anna Kiesenhofer (AUT)           | 108e       |
| 117        | Giorgia Vettorello (ITA)         | 69e        |

| AG Insurance-Soudal Team AGS | AG Insurance-Soudal Team AGS | AG Insurance-Soudal Team AGS |
| ---------------------------- | ---------------------------- | ---------------------------- |
| Num                          | Coureuse                     | Pos                          |
| 121                          | Sarah Gigante (AUS)          | 19e                          |
| 122                          | Mireia Benito (ESP)          | 41e                          |
| 123                          | Justine Ghekiere (BEL)       | NP-4                         |
| 124                          | Anya Louw (AUS)              | 85e                          |
| 125                          | Ilse Pluimers (NED)          | 70e                          |
| 126                          | Maud Rijnbeek (NED)          | 72e                          |
| 127                          | Julie Van de Velde (BEL)     | AB-8                         |

| Human Powered Health HPH | Human Powered Health HPH | Human Powered Health HPH |
| ------------------------ | ------------------------ | ------------------------ |
| Num                      | Coureuse                 | Pos                      |
| 131                      | Julia Biryukova (UKR)    | 68e                      |
| 132                      | Henrietta Christie (NZL) | 28e                      |
| 134                      | Romy Kasper (GER)        | 62e                      |
| 135                      | Marit Raaijmakers (NED)  | AB-5                     |
| 136                      | Lily Williams (USA)      | 54e                      |
| 137                      | Silvia Zanardi (ITA)     | 98e                      |

| EF Education-Cannondale EFC | EF Education-Cannondale EFC  | EF Education-Cannondale EFC |
| --------------------------- | ---------------------------- | --------------------------- |
| Num                         | Coureuse                     | Pos                         |
| 141                         | Clara Emond (CAN)            | NP-3                        |
| 142                         | Kim Cadzow (NZL)             | 10e                         |
| 143                         | Veronica Ewers (USA)         | 46e                         |
| 144                         | Kristen Faulkner (USA)       | 12e                         |
| 145                         | Alison Jackson (CAN) (route) | 63e                         |
| 146                         | Clara Koppenburg (GER)       | 39e                         |
| 147                         | Magdeleine Vallieres (CAN)   | 29e                         |

| VolkerWessels VWT | VolkerWessels VWT       | VolkerWessels VWT |
| ----------------- | ----------------------- | ----------------- |
| Num               | Coureuse                | Pos               |
| 151               | Laura Molenaar (NED)    | 84e               |
| 152               | Valerie Demey (BEL)     | 52e               |
| 153               | Anneke Dijkstra (NED)   | 33e               |
| 154               | Eline Jansen (NED)      | 27e               |
| 155               | Quinty Schoens (NED)    | 37e               |
| 156               | Sabrina Stultiens (NED) | NP-3              |
| 157               | Marith Vanhove (BEL)    | AB-4              |

| Lotto Dstny Ladies LDL | Lotto Dstny Ladies LDL      | Lotto Dstny Ladies LDL |
| ---------------------- | --------------------------- | ---------------------- |
| Num                    | Coureuse                    | Pos                    |
| 161                    | Thalita de Jong (NED)       | 16e                    |
| 162                    | Wilma Aintila (FIN)         | 80e                    |
| 163                    | Maureen Arens (NED)         | 102e                   |
| 164                    | Fauve Bastiaenssen (BEL)    | 101e                   |
| 165                    | Audrey De Keersmaeker (BEL) | 97e                    |
| 166                    | Mieke Docx (BEL)            | 113e                   |
| 167                    | Esmée Gielkens (BEL)        | 99e                    |

| Eneicat-CMTeam EIC | Eneicat-CMTeam EIC       | Eneicat-CMTeam EIC |
| ------------------ | ------------------------ | ------------------ |
| Num                | Coureuse                 | Pos                |
| 171                | Andrea Alzate (COL)      | AB-7               |
| 172                | Valentina Basilico (ITA) | 105e               |
| 173                | Daniela Campos (POR)     | 74e                |
| 174                | Ariana Gilabert (ESP)    | 78e                |
| 175                | Adèle Normand (CAN)      | AB-3               |
| 176                | Claudia San Justo (ESP)  | 116e               |
| 177                | Carolina Vargas (COL)    | AB-8               |

| Bepink-Bongioanni BPK | Bepink-Bongioanni BPK               | Bepink-Bongioanni BPK |
| --------------------- | ----------------------------------- | --------------------- |
| Num                   | Coureuse                            | Pos                   |
| 181                   | Monica Trinca Colonel (ITA)         | 26e                   |
| 182                   | Andrea Casagranda (ITA)             | 87e                   |
| 183                   | Selene Colombi (ITA)                | NP-4                  |
| 184                   | Ana Vitória Magalhães (BRA) (route) | 89e                   |
| 185                   | Nora Jenčušová (SVK) (route)        | 90e                   |
| 186                   | Angela Oro (ITA)                    | 110e                  |
| 187                   | Beatrice Pozzobon (ITA)             | 115e                  |

| Winspace WIN | Winspace WIN             | Winspace WIN |
| ------------ | ------------------------ | ------------ |
| Num          | Coureuse                 | Pos          |
| 191          | Karolina Perekitko (POL) | 42e          |
| 192          | Noémie Abgrall (FRA)     | 71e          |
| 193          | Marine Allione (FRA)     | 53e          |
| 194          | Floraine Bernard (FRA)   | AB-3         |
| 195          | Aurela Nerlo (POL)       | 111e         |
| 196          | Xin Tang (CHN)           | 112e         |
| 197          | Constance Valentin (FRA) | 106e         |

| Team Coop-Repsol HPU | Team Coop-Repsol HPU          | Team Coop-Repsol HPU |
| -------------------- | ----------------------------- | -------------------- |
| Num                  | Coureuse                      | Pos                  |
| 201                  | India Grangier (FRA)          | AB-3                 |
| 202                  | Camilla Rånes Bye (NOR)       | NP-6                 |
| 203                  | Stine Dale (NOR)              | 79e                  |
| 204                  | Sigrid Ytterhus Haugset (NOR) | 47e                  |
| 205                  | Stina Kagevi (SWE)            | 76e                  |
| 206                  | Magdalene Lind (NOR)          | 82e                  |
| 207                  | Eline Van Rooijen (NED)       | 103e                 |

| Movistar Team MOV | Movistar Team MOV           | Movistar Team MOV |
| ----------------- | --------------------------- | ----------------- |
| Num               | Coureuse                    | Pos               |
| 1                 | Liane Lippert (GER) (route) | 31e               |
| 2                 | Olivia Baril (CAN)          | 30e               |
| 3                 | Emma Norsgaard (DEN)        | AB-3              |
| 4                 | Jelena Erić (SRB) (route)   | 77e               |
| 5                 | Sheyla Gutiérrez (ESP)      | 66e               |
| 6                 | Sara Martín (ESP)           | NP-8              |
| 7                 | Mareille Meijering (NED)    | 67e               |

| SD Worx-Protime SDW | SD Worx-Protime SDW            | SD Worx-Protime SDW |
| ------------------- | ------------------------------ | ------------------- |
| Num                 | Coureuse                       | Pos                 |
| 11                  | Niamh Fisher-Black (NZL)       | 7e                  |
| 12                  | Mischa Bredewold (NED) (route) | 40e                 |
| 13                  | Elena Cecchini (ITA)           | 56e                 |
| 14                  | Barbara Guarischi (ITA)        | 95e                 |
| 15                  | Marlen Reusser (SUI) (route)   | 13e                 |
| 16                  | Blanka Vas (HUN) (route)       | 57e                 |
| 17                  | Demi Vollering (NED) (route)   | 1re                 |

| Lidl-Trek LTK | Lidl-Trek LTK                      | Lidl-Trek LTK |
| ------------- | ---------------------------------- | ------------- |
| Num           | Coureuse                           | Pos           |
| 21            | Elynor Bäckstedt (GBR)             | 104e          |
| 22            | Brodie Chapman (AUS)               | 43e           |
| 23            | Lizzie Deignan (GBR)               | 58e           |
| 24            | Elisa Longo Borghini (ITA) (route) | 3e            |
| 25            | Gaia Realini (ITA)                 | NP-6          |
| 26            | Amanda Spratt (AUS)                | 18e           |
| 27            | Ellen van Dijk (NED)               | NP-4          |

| Canyon-SRAM Racing CSR | Canyon-SRAM Racing CSR     | Canyon-SRAM Racing CSR |
| ---------------------- | -------------------------- | ---------------------- |
| Num                    | Coureuse                   | Pos                    |
| 31                     | Neve Bradbury (AUS)        | AB                     |
| 32                     | Zoe Bäckstedt (GBR)        | 93e                    |
| 33                     | Ricarda Bauernfeind (GER)  | 6e                     |
| 35                     | Antonia Niedermaier (GER)  | 11e                    |
| 36                     | Katarzyna Niewiadoma (POL) | NP-6                   |
| 37                     | Maike van der Duin (NED)   | 86e                    |

| UAE Team ADQ UAD | UAE Team ADQ UAD       | UAE Team ADQ UAD |
| ---------------- | ---------------------- | ---------------- |
| Num              | Coureuse               | Pos              |
| 41               | Mikayla Harvey (NZL)   | 49e              |
| 42               | Alena Amialiusik (BLR) | AB-8             |
| 43               | Eugenia Bujak (SLO)    | 60e              |
| 44               | Alena Ivanchenko (RUS) | 23e              |
| 45               | Erica Magnaldi (ITA)   | 15e              |
| 46               | Tereza Neumanová (CZE) | AB-5             |
| 47               | Karlijn Swinkels (NED) | 36e              |

| Team dsm-firmenich PostNL DFP | Team dsm-firmenich PostNL DFP | Team dsm-firmenich PostNL DFP |
| ----------------------------- | ----------------------------- | ----------------------------- |
| Num                           | Coureuse                      | Pos                           |
| 51                            | Juliette Labous (FRA)         | 4e                            |
| 52                            | Rachele Barbieri (ITA)        | 92e                           |
| 53                            | Eleonora Ciabocco (ITA)       | 44e                           |
| 54                            | Daniek Hengeveld (NED)        | 100e                          |
| 55                            | Charlotte Kool (NED)          | 91e                           |
| 56                            | Abi Smith (GBR)               | 65e                           |
| 57                            | Nienke Vinke (NED)            | 34e                           |

| Team Visma \| Lease a Bike TVL | Team Visma \| Lease a Bike TVL | Team Visma \| Lease a Bike TVL |
| ------------------------------ | ------------------------------ | ------------------------------ |
| Num                            | Coureuse                       | Pos                            |
| 61                             | Marianne Vos (NED)             | 24e                            |
| 62                             | Carlijn Achtereekte (NED)      | 59e                            |
| 63                             | Anna Henderson (GBR)           | NP-3                           |
| 64                             | Riejanne Markus (NED)          | 2e                             |
| 65                             | Maud Oudeman (NED)             | 48e                            |
| 66                             | Eva van Agt (NED)              | NP-8                           |
| 67                             | Sophie von Berswordt (NED)     | 38e                            |

| FDJ-Suez FST | FDJ-Suez FST            | FDJ-Suez FST |
| ------------ | ----------------------- | ------------ |
| Num          | Coureuse                | Pos          |
| 71           | Évita Muzic (FRA)       | 5e           |
| 72           | Grace Brown (AUS)       | 17e          |
| 73           | Marta Cavalli (ITA)     | NP-3         |
| 74           | Coralie Demay (FRA)     | 73e          |
| 75           | Vittoria Guazzini (ITA) | AB-3         |
| 76           | Amber Kraak (NED)       | 45e          |
| 77           | Alessia Vigilia (ITA)   | 55e          |

| Fenix-Deceuninck FED | Fenix-Deceuninck FED          | Fenix-Deceuninck FED |
| -------------------- | ----------------------------- | -------------------- |
| Num                  | Coureuse                      | Pos                  |
| 81                   | Yara Kastelijn (NED)          | 8e                   |
| 82                   | Greta Marturano (ITA)         | 22e                  |
| 83                   | Flora Perkins (GBR)           | 61e                  |
| 84                   | Pauliena Rooijakkers (NED)    | 9e                   |
| 85                   | Carina Schrempf (AUT) (route) | 75e                  |
| 86                   | Petra Stiasny (SUI)           | 51e                  |
| 87                   | Aniek van Alphen (NED)        | AB-6                 |

| Laboral Kutxa-Fundación Euskadi LKF | Laboral Kutxa-Fundación Euskadi LKF | Laboral Kutxa-Fundación Euskadi LKF |
| ----------------------------------- | ----------------------------------- | ----------------------------------- |
| Num                                 | Coureuse                            | Pos                                 |
| 91                                  | Debora Silvestri (ITA)              | NP-7                                |
| 92                                  | Idoia Eraso (ESP)                   | 114e                                |
| 93                                  | Lourdes Oyarbide (ESP)              | 107e                                |
| 94                                  | Nadia Quagliotto (ITA)              | 50e                                 |
| 95                                  | Aileen Schweikart (GER)             | 25e                                 |
| 96                                  | Laura Tomasi (ITA)                  | 64e                                 |
| 97                                  | Cristina Tonetti (ITA)              | 88e                                 |

| Liv AlUla Jayco LAJ | Liv AlUla Jayco LAJ       | Liv AlUla Jayco LAJ |
| ------------------- | ------------------------- | ------------------- |
| Num                 | Coureuse                  | Pos                 |
| 101                 | Mavi García (ESP) (route) | 20e                 |
| 102                 | Caroline Andersson (SWE)  | 32e                 |
| 103                 | Georgia Baker (AUS)       | 81e                 |
| 104                 | Teniel Campbell (TTO)     | 83e                 |
| 105                 | Ingvild Gåskjenn (NOR)    | 14e                 |
| 106                 | Georgie Howe (AUS)        | 109e                |
| 107                 | Silke Smulders (NED)      | 21e                 |

| Roland CGS | Roland CGS                       | Roland CGS |
| ---------- | -------------------------------- | ---------- |
| Num        | Coureuse                         | Pos        |
| 111        | Tamara Dronova (RUS) (route)     | 35e        |
| 112        | Ántri Christofórou (CYP) (route) | 94e        |
| 113        | Maggie Coles-Lyster (CAN)        | 96e        |
| 114        | Natalie Grinczer (GBR)           | AB-3       |
| 115        | Elena Hartmann (SUI)             | AB-5       |
| 116        | Anna Kiesenhofer (AUT)           | 108e       |
| 117        | Giorgia Vettorello (ITA)         | 69e        |

| AG Insurance-Soudal Team AGS | AG Insurance-Soudal Team AGS | AG Insurance-Soudal Team AGS |
| ---------------------------- | ---------------------------- | ---------------------------- |
| Num                          | Coureuse                     | Pos                          |
| 121                          | Sarah Gigante (AUS)          | 19e                          |
| 122                          | Mireia Benito (ESP)          | 41e                          |
| 123                          | Justine Ghekiere (BEL)       | NP-4                         |
| 124                          | Anya Louw (AUS)              | 85e                          |
| 125                          | Ilse Pluimers (NED)          | 70e                          |
| 126                          | Maud Rijnbeek (NED)          | 72e                          |
| 127                          | Julie Van de Velde (BEL)     | AB-8                         |

| Human Powered Health HPH | Human Powered Health HPH | Human Powered Health HPH |
| ------------------------ | ------------------------ | ------------------------ |
| Num                      | Coureuse                 | Pos                      |
| 131                      | Julia Biryukova (UKR)    | 68e                      |
| 132                      | Henrietta Christie (NZL) | 28e                      |
| 134                      | Romy Kasper (GER)        | 62e                      |
| 135                      | Marit Raaijmakers (NED)  | AB-5                     |
| 136                      | Lily Williams (USA)      | 54e                      |
| 137                      | Silvia Zanardi (ITA)     | 98e                      |

| EF Education-Cannondale EFC | EF Education-Cannondale EFC  | EF Education-Cannondale EFC |
| --------------------------- | ---------------------------- | --------------------------- |
| Num                         | Coureuse                     | Pos                         |
| 141                         | Clara Emond (CAN)            | NP-3                        |
| 142                         | Kim Cadzow (NZL)             | 10e                         |
| 143                         | Veronica Ewers (USA)         | 46e                         |
| 144                         | Kristen Faulkner (USA)       | 12e                         |
| 145                         | Alison Jackson (CAN) (route) | 63e                         |
| 146                         | Clara Koppenburg (GER)       | 39e                         |
| 147                         | Magdeleine Vallieres (CAN)   | 29e                         |

| VolkerWessels VWT | VolkerWessels VWT       | VolkerWessels VWT |
| ----------------- | ----------------------- | ----------------- |
| Num               | Coureuse                | Pos               |
| 151               | Laura Molenaar (NED)    | 84e               |
| 152               | Valerie Demey (BEL)     | 52e               |
| 153               | Anneke Dijkstra (NED)   | 33e               |
| 154               | Eline Jansen (NED)      | 27e               |
| 155               | Quinty Schoens (NED)    | 37e               |
| 156               | Sabrina Stultiens (NED) | NP-3              |
| 157               | Marith Vanhove (BEL)    | AB-4              |

| Lotto Dstny Ladies LDL | Lotto Dstny Ladies LDL      | Lotto Dstny Ladies LDL |
| ---------------------- | --------------------------- | ---------------------- |
| Num                    | Coureuse                    | Pos                    |
| 161                    | Thalita de Jong (NED)       | 16e                    |
| 162                    | Wilma Aintila (FIN)         | 80e                    |
| 163                    | Maureen Arens (NED)         | 102e                   |
| 164                    | Fauve Bastiaenssen (BEL)    | 101e                   |
| 165                    | Audrey De Keersmaeker (BEL) | 97e                    |
| 166                    | Mieke Docx (BEL)            | 113e                   |
| 167                    | Esmée Gielkens (BEL)        | 99e                    |

| Eneicat-CMTeam EIC | Eneicat-CMTeam EIC       | Eneicat-CMTeam EIC |
| ------------------ | ------------------------ | ------------------ |
| Num                | Coureuse                 | Pos                |
| 171                | Andrea Alzate (COL)      | AB-7               |
| 172                | Valentina Basilico (ITA) | 105e               |
| 173                | Daniela Campos (POR)     | 74e                |
| 174                | Ariana Gilabert (ESP)    | 78e                |
| 175                | Adèle Normand (CAN)      | AB-3               |
| 176                | Claudia San Justo (ESP)  | 116e               |
| 177                | Carolina Vargas (COL)    | AB-8               |

| Bepink-Bongioanni BPK | Bepink-Bongioanni BPK               | Bepink-Bongioanni BPK |
| --------------------- | ----------------------------------- | --------------------- |
| Num                   | Coureuse                            | Pos                   |
| 181                   | Monica Trinca Colonel (ITA)         | 26e                   |
| 182                   | Andrea Casagranda (ITA)             | 87e                   |
| 183                   | Selene Colombi (ITA)                | NP-4                  |
| 184                   | Ana Vitória Magalhães (BRA) (route) | 89e                   |
| 185                   | Nora Jenčušová (SVK) (route)        | 90e                   |
| 186                   | Angela Oro (ITA)                    | 110e                  |
| 187                   | Beatrice Pozzobon (ITA)             | 115e                  |

| Winspace WIN | Winspace WIN             | Winspace WIN |
| ------------ | ------------------------ | ------------ |
| Num          | Coureuse                 | Pos          |
| 191          | Karolina Perekitko (POL) | 42e          |
| 192          | Noémie Abgrall (FRA)     | 71e          |
| 193          | Marine Allione (FRA)     | 53e          |
| 194          | Floraine Bernard (FRA)   | AB-3         |
| 195          | Aurela Nerlo (POL)       | 111e         |
| 196          | Xin Tang (CHN)           | 112e         |
| 197          | Constance Valentin (FRA) | 106e         |

| Team Coop-Repsol HPU | Team Coop-Repsol HPU          | Team Coop-Repsol HPU |
| -------------------- | ----------------------------- | -------------------- |
| Num                  | Coureuse                      | Pos                  |
| 201                  | India Grangier (FRA)          | AB-3                 |
| 202                  | Camilla Rånes Bye (NOR)       | NP-6                 |
| 203                  | Stine Dale (NOR)              | 79e                  |
| 204                  | Sigrid Ytterhus Haugset (NOR) | 47e                  |
| 205                  | Stina Kagevi (SWE)            | 76e                  |
| 206                  | Magdalene Lind (NOR)          | 82e                  |
| 207                  | Eline Van Rooijen (NED)       | 103e                 |